# Стожок
Стожок (слч. Stožok) насељено је мјесто са административним статусом сеоске општине (слч. obec) у округу Дјетва, у Банскобистричком крају, Словачка Република.

## Становништво
| Година:    | 1994. | 2004.   | 2014.    | 2024.   |
| ---------- | ----- | ------- | -------- | ------- |
| Број људи: | 720   | 704     | 1000     | 1195    |
| Разлика:   |       | -2,22 % | +42,04 % | +19,5 % |

| Година:    | 2023. | 2024.   |
| ---------- | ----- | ------- |
| Број људи: | 1162  | 1195    |
| Разлика:   |       | +2,83 % |

Према подацима о броју становника из 2011. године насеље је имало 952 становника.